# Євтушенко Гаврило Олексійович
Євтушенко Гаврило Олексійович (7 квітня 1904, Чернігівська область - 23 квітня 1971, Фрунзе) - радянський учений у галузі фізіології рослин. Член-кореспондент АН Киргизької РСР (1954).                                                                                                                                                                                                

### Біографія
Закінчив Київський сільськогосподарський інститут (1929).
У 1954 році з організацією АН Киргизької РСР обраний до членів-кореспондентів (перший склад). Працював в Інституті біології та фізіології АН Киргизької РСР.